# Deepin
Deepin е GNU/Linux дистрибуция с отворен код, поддържана от китайската фирма Wuhan Deepin Technology Co., Ltd.

## Описание
Deepin е базирана на Debian визуално привлекателна, но сравнително ресурсоемка операционна система.
Доближава се до стила на Windows 11, предлага множество функционалности и по подразбиране включва браузър, мениджър на устройства, LibreOffice и приложен софтуер от производителя.
Deepin официално поддържа изпълнението на Android приложения и е първата китайска GNU/Linux дистрибуция, която отговаря на стандарта Secure Boot.

## История
Появява се през 2004 г. като Hiweed Linux. През 2008 г. името ѝ се сменя на Deepin и от 2011 г. става част от новосъздадената компания Wuhan Deepin Technology Co., Ltd.
Към 2020 г. Deepin е изтегляна повече от 80 милиона пъти.